# Takht Keshgarh Sahib

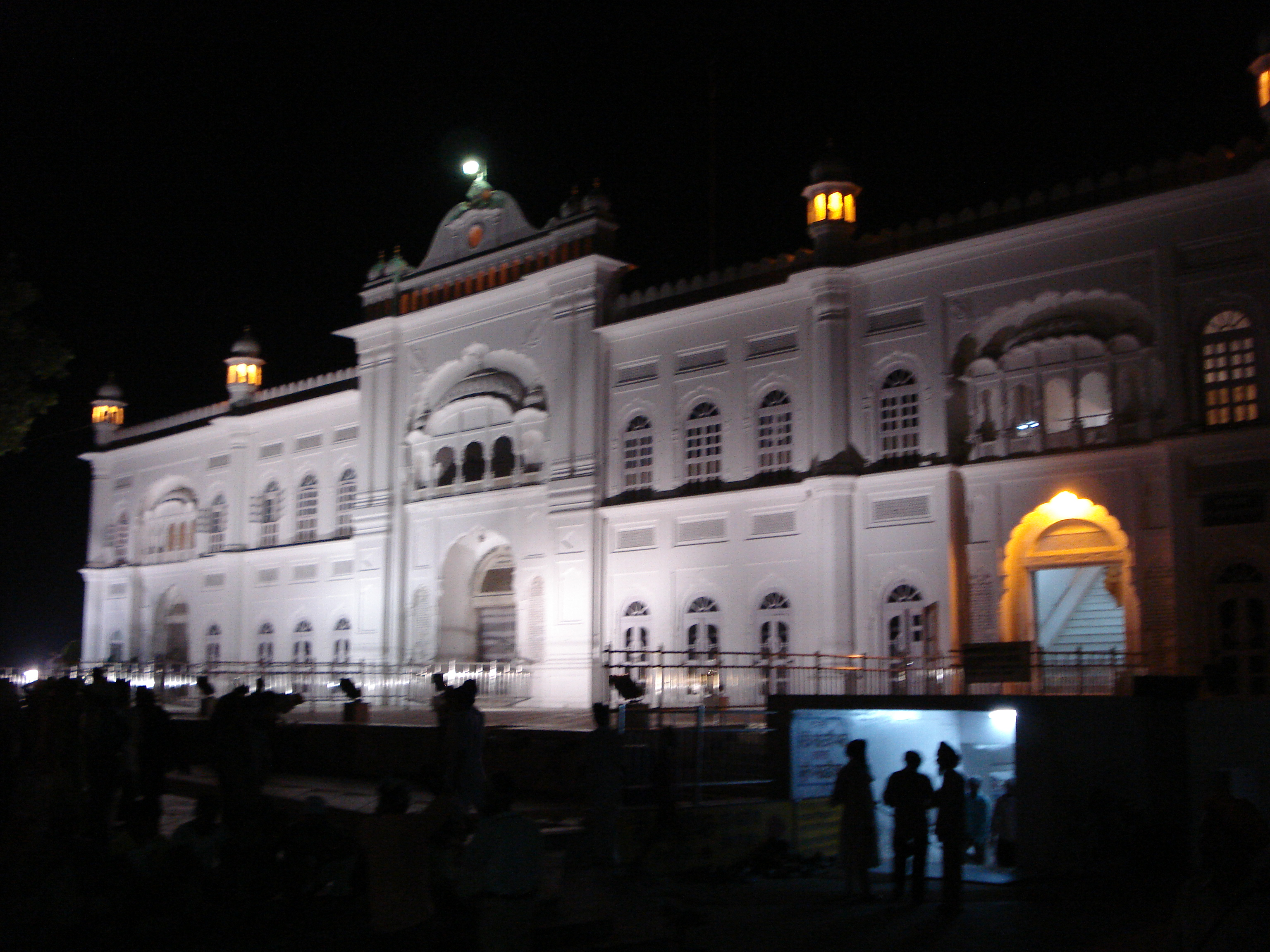
Le trône de la religion sikhe d'Anandpur Sahib.

Le Takht Kesgarh Sahib est un temple sikh, un gurdwara, qui a été construit à l'endroit où a eu lieu le premier baptême sikh, l'Amrit Sanskar, à Anandpur Sahib, au Penjab; il est à l'emplacement du fort Kesgarh où la fraternité du Khalsa a été fondée en 1699. La montagne sur laquelle il est bâti lui a donné son nom: Kesgarh. Ce gurdwara est le temple principal de la ville et un des cinq plus importants du sikhisme d'où son attribution de la dénomination: Takht. Le bâtiment actuel date des années 1936 à 1944, et, est très imposant avec bien sur un langar et une piscine sacrée, un sarovar. Il est fait en grande partie de marbre blanc. Des armes de Guru Gobind Singh qui avaient été prises par les Britanniques et qui ont été restituées, y sont entreposées, notamment le khanda, l'épée à deux tranchants, qui a servi lors de la cérémonie novatrice. De nombreux autres temples célèbres sont situés dans la ville du Takht Kesgarh Sahib comme le Gurdwara Holgarh Sahib ou le gurdwara Damdama Sahib.